# Braziliaanse nachtzwaluw
De Braziliaanse nachtzwaluw (Macropsalis forcipata) is een vogel uit de familie Caprimulgidae (nachtzwaluwen).

## Verspreiding en leefgebied
Deze soort komt voor in zuidoostelijk Brazilië en noordoostelijk Argentinië.